# Wieblitz
Wieblitz war bis zum 31. Juli 1972 eine Gemeinde im Kreis Salzwedel im Bezirk Magdeburg, Deutsche Demokratische Republik.

## Geschichte
Am 20. Juli 1950 wurden die Gemeinden Klein Wieblitz und Groß Wieblitz im Landkreis Salzwedel zu einer Gemeinde mit dem Namen Wieblitz zusammengeschlossen. Am 25. Juli 1952 wurde Wieblitz in den Kreis Salzwedel umgegliedert. Am 1. August 1972 wurden die Gemeinden Wieblitz und Eversdorf zur Gemeinde Wieblitz-Eversdorf zusammengeschlossen. Wieblitz wurde damit aufgelöst. Groß Wieblitz und Kleinwieblitz wurden Ortsteile von Wieblitz-Eversdorf.
Im Jahre 1955 entstand die erste Landwirtschaftliche Produktionsgenossenschaft vom Typ III, die LPG „Gute Hoffnung“, die 1960 eine landwirtschaftliche Nutzfläche von 574 Hektar umfasste. Die erste LPG vom Typ I wurde erst 1960 gebildet. Sie bewirtschaftete 59 Hektar. Im Jahr 1964 lebten in der Gemeinde 248 Einwohner.